# Mattia Preti
Mattia Preti (Taverna, 25 febbraio 1613 – La Valletta, 3 gennaio 1699) è stato un pittore italiano, tra i principali esponenti della stagione matura del barocco italiano e, più in particolare, del caravaggismo e della pittura napoletana del Seicento.

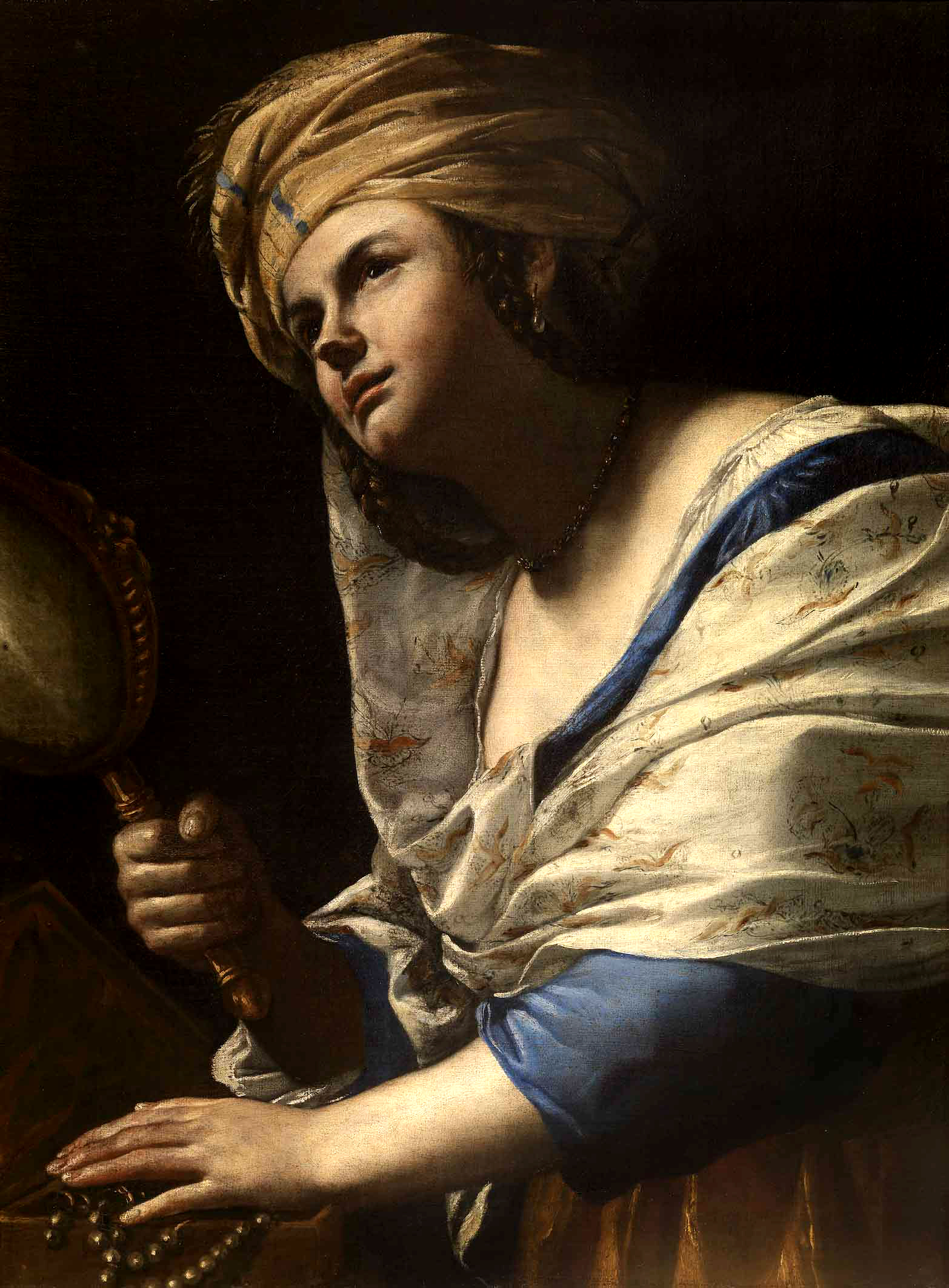
Vanitas, 1656 - Galleria degli Uffizi (Firenze)

Soprannominato anche il Cavaliere Calabrese, in quanto nato in Calabria e fatto cavaliere da papa Urbano VIII durante la sua attività nella città papale, fu attivo nella penisola italiana, in particolare a Roma e Napoli, e a Malta, dove lavorò per tutta la seconda parte della sua vita.
Per la bellezza delle sue opere, Roberto Longhi lo ritenne: «[…] corposo e tonante, veristico e apocalittico […]».

## Biografia

F. Mattia Preti detto il Cavalier Calabrese (Ritratto estrapolato da un dipinto della galleria del Principe di Avellino)

### Esordi calabresi
Mattia Preti nacque a Taverna, in provincia di Catanzaro, piccolo centro della Sila catanzarese, terzo di una numerosa stirpe appartenente al ceto intermedio delle famiglie locali. Fu battezzato il 26 febbraio 1613, un giorno dopo la nascita, nella chiesa parrocchiale di borgo San Martino, più precisamente nella cappella gentilizia di proprietà della madre del pittore, Innocenza Schipani, la quale apparteneva a una delle quattordici famiglie nobiliari di Taverna.
L'ambiente artistico in cui crebbe il Preti era verosimilmente ai margini della scena culturalmente più vivace del suo tempo; il clima che vi si respirava infatti non doveva discostarsi troppo dalla rielaborazione in chiave locale degli esempi del tardo manierismo napoletano, testimoniati dalla pittura di Giovanni Balducci, Giovanni Bernardino Azzolino e Fabrizio Santafede.
Già in tenera età il pittore fu affidato dal padre al suo precettore, don Marcello Anania, parroco della chiesa di Santa Barbara di Taverna, che istruì il pittore «nella grammatica e nelle buone lettere, nel corso dei quali studiò spinto da un genio naturale, solea copiare alcune stampe degli elementi del disegno lasciate in casa da Gregorio suo fratello, allorch'ei partì per Roma» e che di fatto fu quindi colui che facilitò i primi contatti con i circoli culturali romani.

### A Roma (1630-1653)

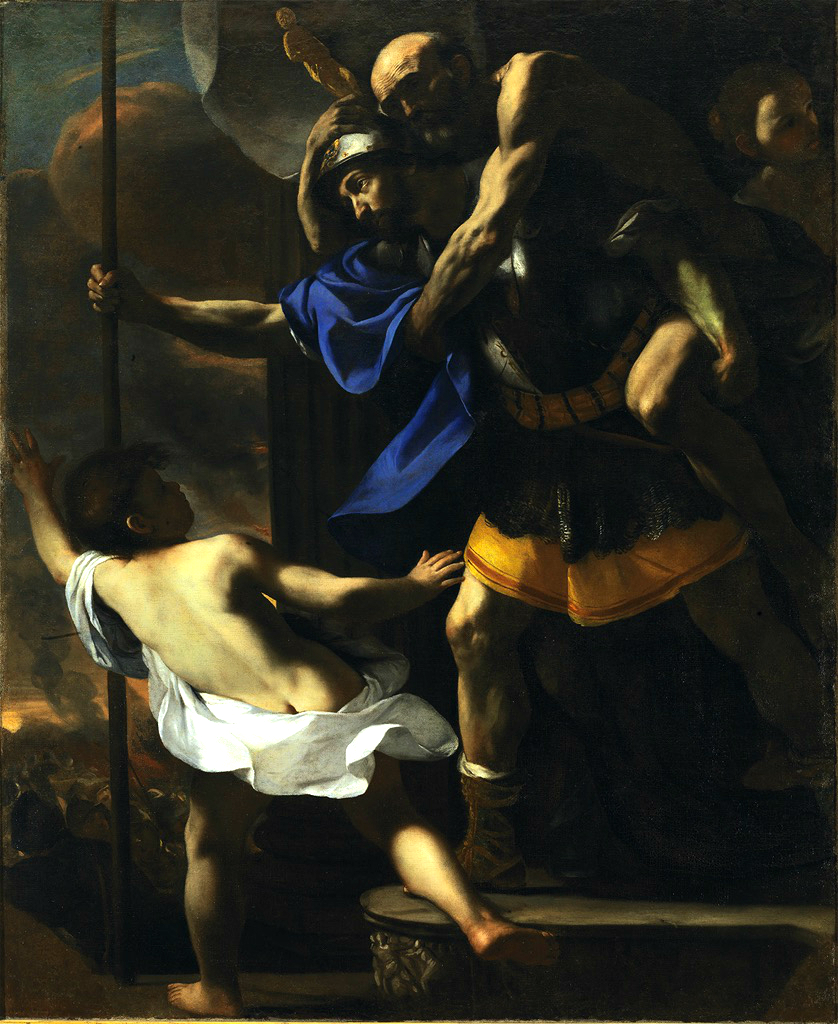
Fuga da Troia, 1630 ca., Galleria Nazionale d'Arte Antica (Roma)

#### Gli inizi con il fratello Gregorio (1630-1645)
Nel 1630 si trasferì a Roma, dove abitò nei primi anni insieme al fratello maggiore Gregorio, anche lui pittore e di una decina d'anni più grande che giunse in città già due anni prima, nel 1628. Qui il Preti conobbe le tecniche del Caravaggio e dei suoi seguaci, come Bartolomeo Manfredi, Tournier e Valentin de Boulogne, da cui fu fortemente influenzato. Nelle prime opere romane, così come in quelle esordienti di Taverna, si riscontrano due diverse mani nell'esecuzione delle tele a lui assegnate, con differenze qualità tra l'una e l'altra, con netto vantaggio in favore di Mattia, lasciando così intendere che i due fratelli avessero inizialmente un vero e proprio rapporto collaborativo durante le fasi iniziali della loro carriera artistica.

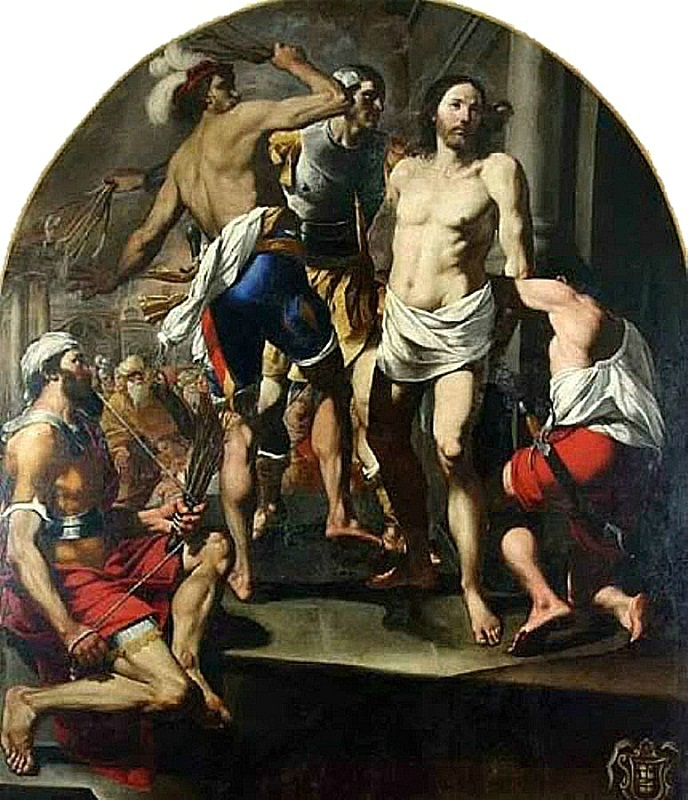
Flagellazione, 1640 ca., chiesa di San Giovanni Calibita (Roma)

Al 1636 Mattia e Gregorio Preti risultano domiciliati nella chiesa di San Biagio a Montecitorio, mentre i loro nomi compaiono già negli elenchi degli artisti conosciuti dell'Accademia di San Luca, ma senza entrare a far parte dell'istituzione. Agli inizi degli anni '40 i due fratelli riscuotono già un discreto successo negli ambienti romani, con numerose opere di Mattia catalogate in importanti collezioni private della nobiltà locale ma anche con pregevoli commesse pubbliche. Sono di questi anni la tela della Flagellazione di San Giovanni Calibita, eseguita con la collaborazione del fratello Gregorio, nonché opere da cavalletto per una committenza specifica, con scene di musici, giocatori, o con scene su episodi evangelici.
Nell'autunno del 1641 Mattia Preti presenta una petizione a Papa Urbano VIII affinché dia facoltà al Gran Maestro dell'Ordine Gerosolomitano di essere ammesso nello stesso ordine con il grado di Cavaliere d'Obbedienza magistrale. Il 13 novembre dello stesso anno il papa Barberini darà il suo consenso alla richiesta, il 31 dicembre avvenne la prima registrazione della nomina, mentre il 31 ottobre 1642 il Preti fu ufficialmente ammesso all'Ordine di San Giovanni. A questi anni risale la tela oggi a Dayton dell'Imperatrice Faustina che visita in carcere santa Caterina d'Alessandria, un tempo recante nella cornice originale lo stemma Barberini e che fu molto probabilmente eseguita come riconoscimento verso il cavalierato ricevuto, appartenuta prima a Taddeo Barberini (ante 1647), per poi passare a Matteo (nel 1655), fino al 1844 dov'è registrato il passaggio dalla collezione Barberini a quella del museo americano.

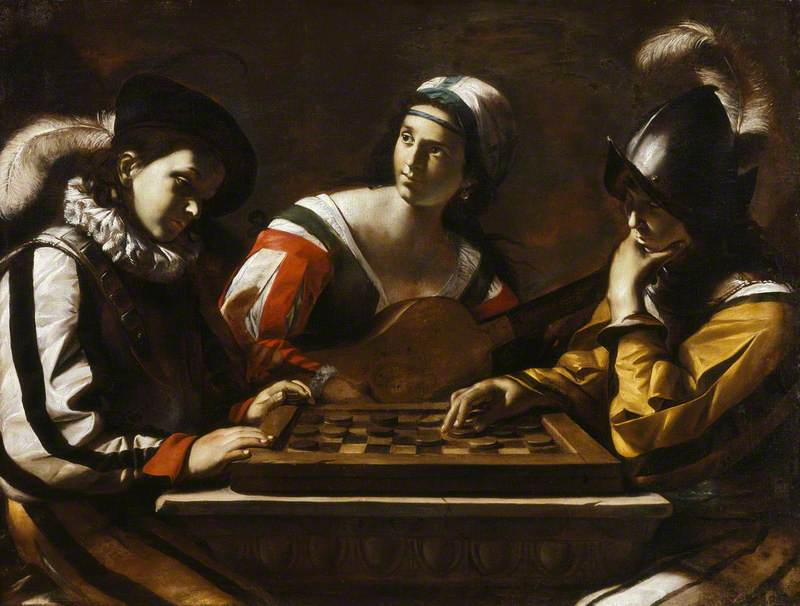
Gioco della dama, 1630-40, Ashmolean Museum (Oxford)

Gli interessi verso i modi neoveneti che negli anni '30 si riscoprirono a Roma furono motivo di sperimentazione stilistica anche per il Preti, che non si mostrò affatto distratto da questa corrente di pensiero. Riscontro in tal senso si ebbe con il gruppo di tele a soggetto mitologico per la galleria Pallavicini di Roma, in primis con il Ratto d'Europa, che mostra quanto il pittore calabrese non fosse anche in sintonia con il fare pittorico del Guercino. Infatti, se è vero che Mattia Preti rimase a Roma per quasi venticinque anni, è pur vero che in questo lasso di tempo egli si recò comunque spesso in viaggio per l'Italia e l'estero (Spagna e Fiandre soprattutto), stabilendo contatti con i pittori emiliani della generazione precedente, quali Guercino e Giovanni Lanfranco, che influenzarono ulteriormente la sua pittura. Intorno al 1644 il pittore infatti non viene più citato con una certa continuità nei documenti di archivio romani, pertanto si ipotizza che proprio in quest'anno questi si sia recato a Venezia, dove apprese la pittura di Veronese, e forse anche a Firenze e a Bologna.

#### Le grandi commesse romane (1646-1651)

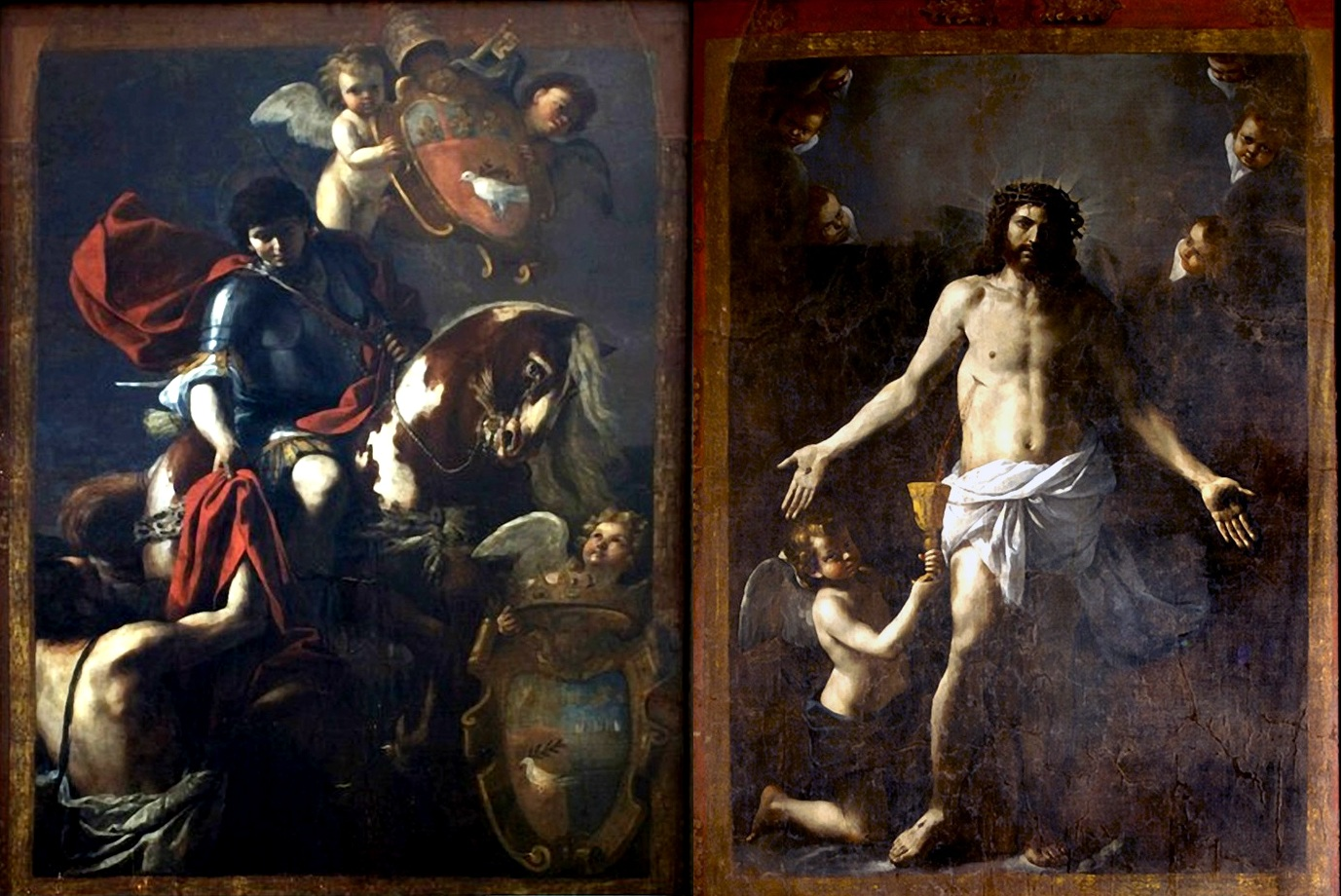
Stendardo di San Martino al Cimino (Viterbo). Elemosina di san Martino (lato recto) e Salvator Mundi (lato verso).

Dalla Pasqua del 1646 e fino al 1651 il pittore è segnalato di nuovo con una certa stabilità a Roma, residente assieme a Bartolomeo Dardovini, che poi si rivelerà essere un suo collaboratore, in una casa sita presso piazza di Spagna.
Il Preti riprese a lavorare sia per il collezionismo nobiliare romano, con opere segnalate nelle più illustri collezioni d'arte della città, come la Sacchetti, la Pamphilij, fra cui il Concerto, il Tributo della moneta e l'Agar nel deserto, quella Barberini, Rondanini, Altieri, del marchese Raggi, sia per commesse pubbliche. In quest'ultimo senso si cui si segnalano gli affreschi dell'abside della basilica di Sant'Andrea della Valle, con scene del Martirio di Sant'Andrea poste sulla parete absidale, e le opere sullo stendardo processionale per l'abbazia di San Martino al Cimino, a Viterbo, dove esegui per la nobile Olimpia Maidalchini, legata alla famiglia Pamphilij, il Salvator Mundi nel lato frontale e l'Elemosina di san Martino in quello posteriore.
I lavori per Sant'Andrea della Valle si collocano tra le più importanti commesse della Roma barocca di quegli anni, dove il pittore fu incaricato nel 1650 dal cardinale Francesco Peretti Montalto di affrescare nella volta della navata quattro scene, dietro compenso di 800 scudi, con le Storie di sant'Andrea. Tuttavia, visti i tempi lunghi necessari per l'esecuzione, che non avrebbero consentito di rimuovere i ponteggi innalzati nella navata in tempo utile per l'arrivo del giubileo, hanno dirottato la commessa alle pareti dell'abside, dove le impalcature sarebbero state meno ingombranti; a questo punto le scene da ritrarre furono ridotte a tre (il Martirio, la Crocifissione e la Sepoltura del santo) dietro un compenso di 700 scudi. Terminati i lavori, che pagavano il prezzo di doversi confrontare con gli affreschi della cupola di Giovanni Lanfranco e dei peducci della stessa con gli Evangelisti del Domenichino, promotori dei cicli interni delle cupole che si sarebbero diffuse a Roma prima e a Napoli poi, il Preti non riuscì a ottenere gli elogi sperati dai committenti, che invece rimasero di fatto delusi dai lavori svolti, giudicati non in grado di comunicare con quelli dei due predecessori emiliani, richiamando addirittura il pittore calabrese a ritoccare le scene fin anche al 1661 inoltrato.

Storie di sant'Andrea, basilica di Sant'Andrea della Valle (Roma)
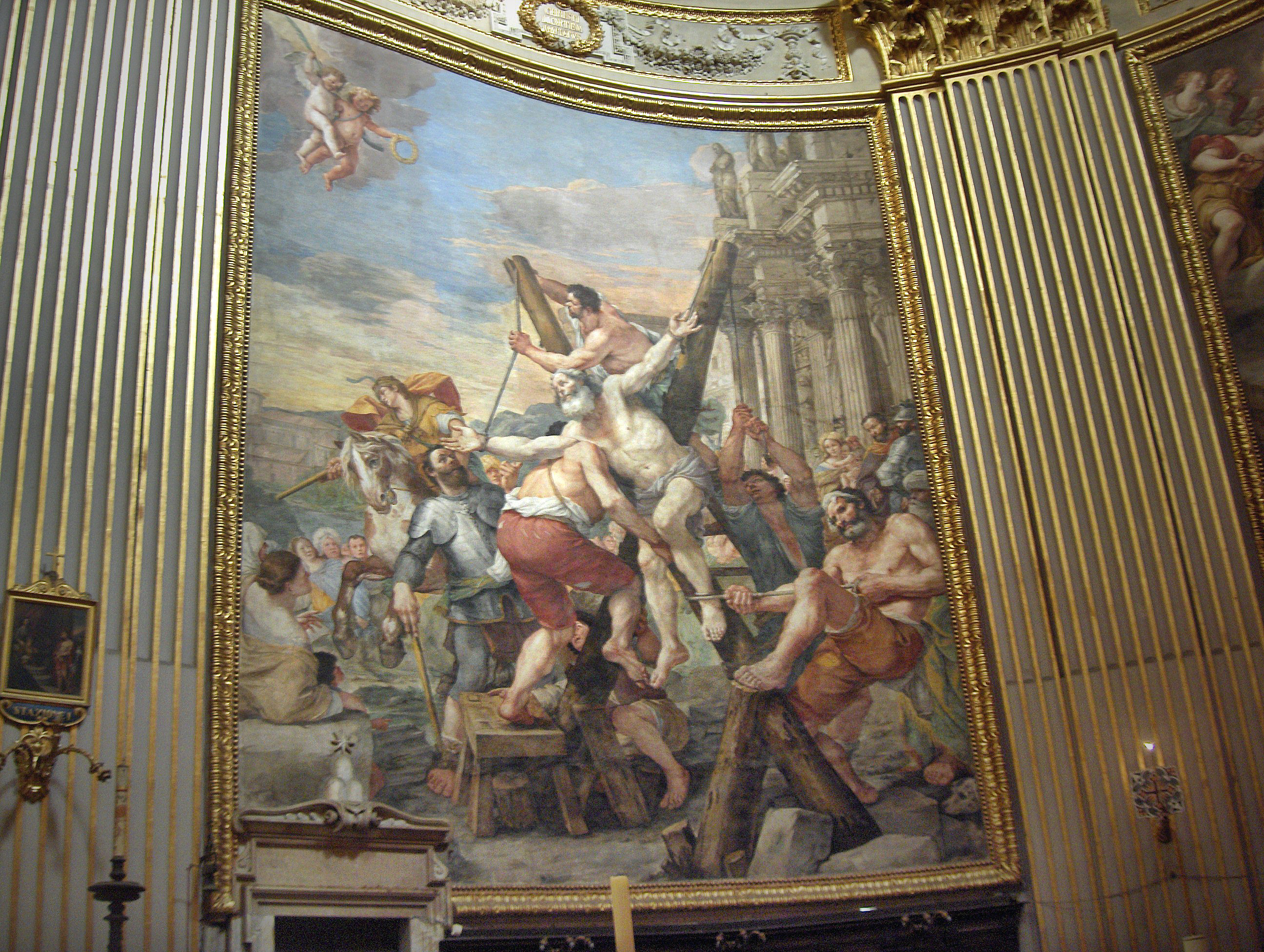
Martirio
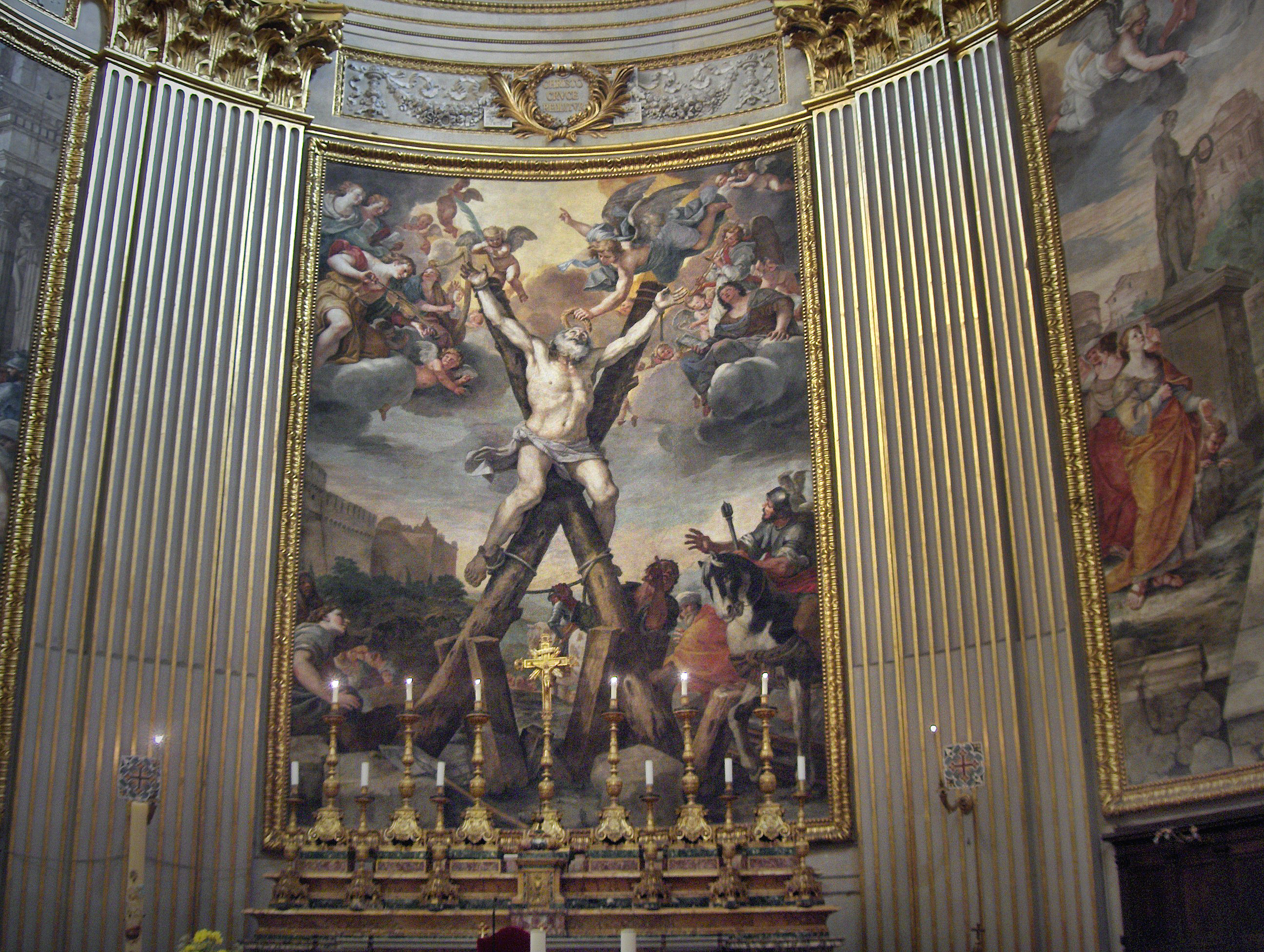
Crocifissione
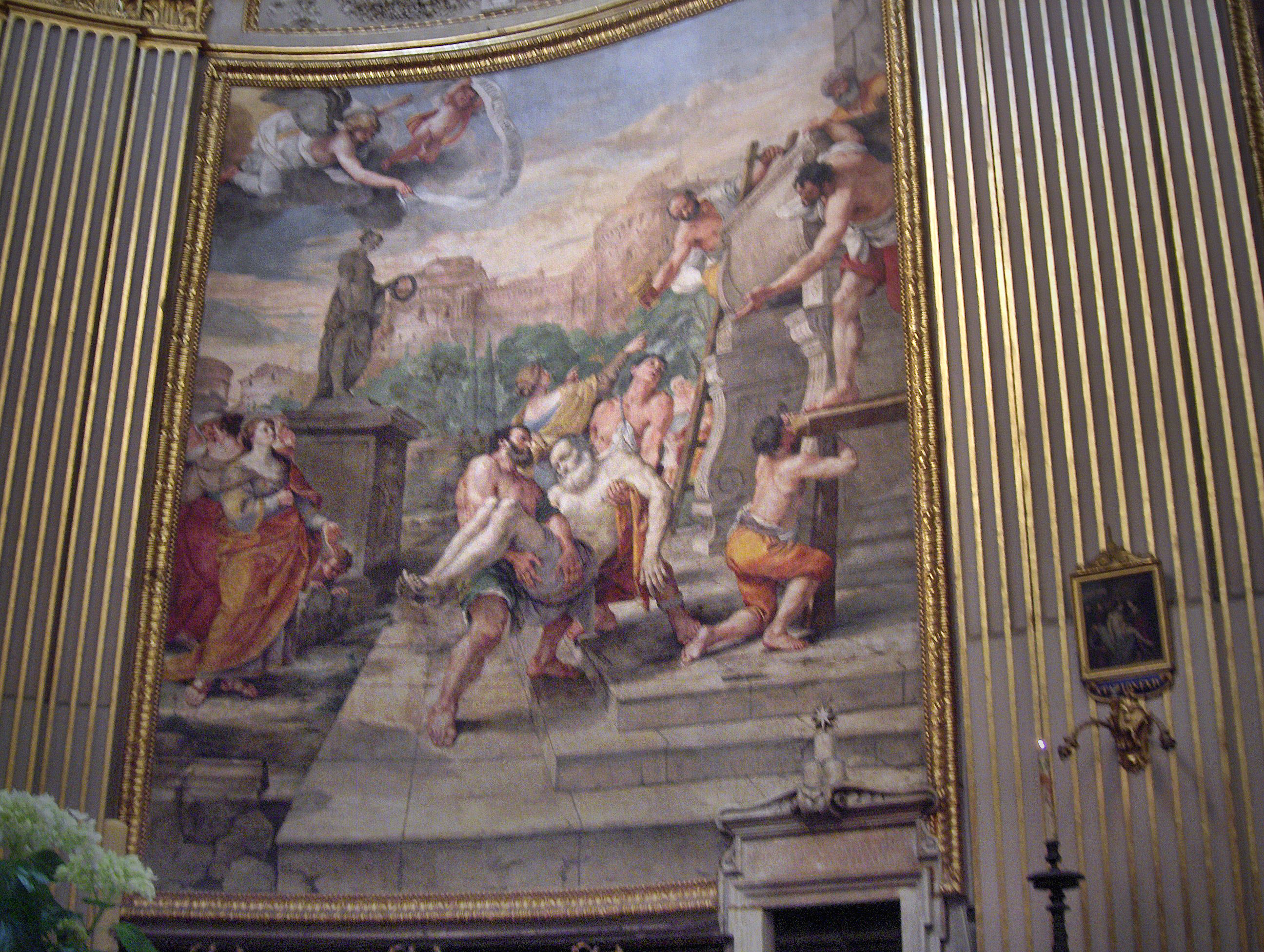
Sepoltura

#### La parentesi modenese (1651)
Il 4 ottobre del 1651 Mattia Preti fu chiamato da Francesco I d'Este alla corte di Modena per compiere alcuni lavori commissionati. Gli incarichi erano essenzialmente lavori ad affresco, che furono richiesti per la cappella delle reliquie del duomo della città, dove eseguì la scena dell'Assunzione della Vergine, interamente perduta nel corso dell'Ottocento, e quelli della chiesa del Carmine, oggi di San Biagio, per la quale eseguì cicli nella cupola, nei peducci, nella volta del coro e nel catino absidale.
Nell'abside il pittore raffigurò, con netta predominanza di collaboratori di bottega, un'Orchestra di angeli musicanti, mentre la cupola, ascritta alla mano del Preti, vede la scena della Gloria del Paradiso, tipica delle decorazioni lanfranchiane. A differenza dei cicli romani di Sant'Andrea della Valle, dove il pittore calabrese sembra avesse guardato più a Pietro da Cortona che al Lanfranco, qui la lezione del maestro emiliano sembra invece esser stata appresa e rielaborata con maggiore consapevolezza, riuscendo infatti a rappresentare la scena con vortici di nubi e personaggi in perfetta stesura prospettica che regrediscono in una lettura concentrica della calotta.
A gennaio del 1652 i lavori modenesi risultavano già terminati ed il compenso pattuito di 2000 ducati per i lavori svolti furono terminati di esser corrisposti quando il Preti era già a Roma.

#### Gli ultimi lavori a Roma (1652)
Rientrato a Roma Mattia Preti fu incaricato, insieme al fratello Gregorio, di eseguire due scene della Vita di san Carlo Borromeo ad affresco poste nella controfacciata della chiesa di San Carlo ai Catinari, che saranno di fatto le ultime commesse pubbliche romane. Ai lati della porta d'ingresso alla chiesa furono raffigurati a sinistra la scena dell'Elemosina del santo, assegnata a Mattia, mentre a destra quella del santo che riceve i missionari barnabiti, attribuito interamente a Gregorio.
Agli inizi del 1653 Mattia Preti è registrato ancora a Roma, dove figurerà tra i candidati alla carica di Principe dell'Accademia di San Luca, seppur la nomina non avvenne. Qualche mese dopo partirà alla volta di Napoli.

### A Napoli (1653-1661)

#### La scuola pittorica locale

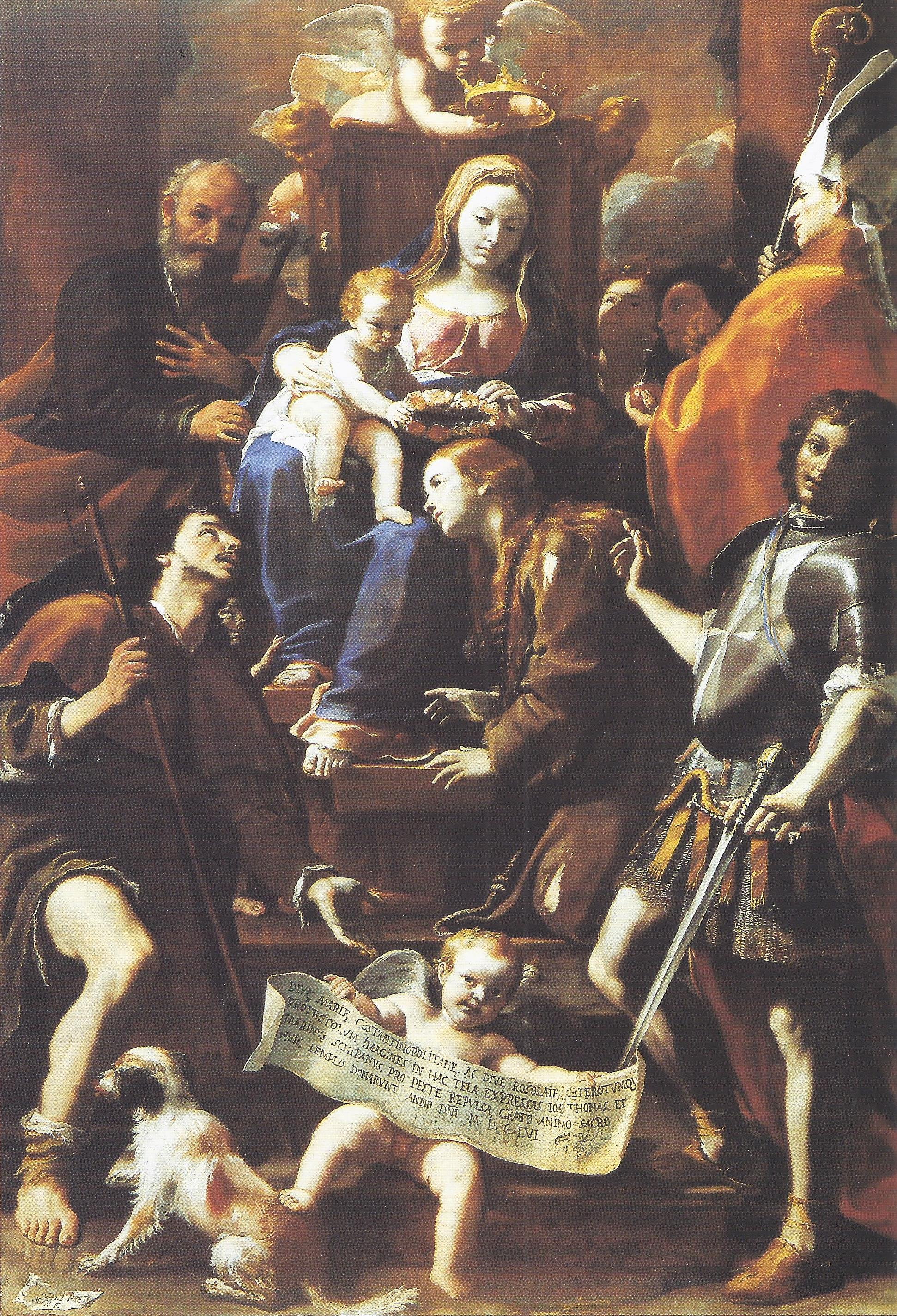
Madonna di Costantinopoli, Museo di Capodimonte (Napoli)

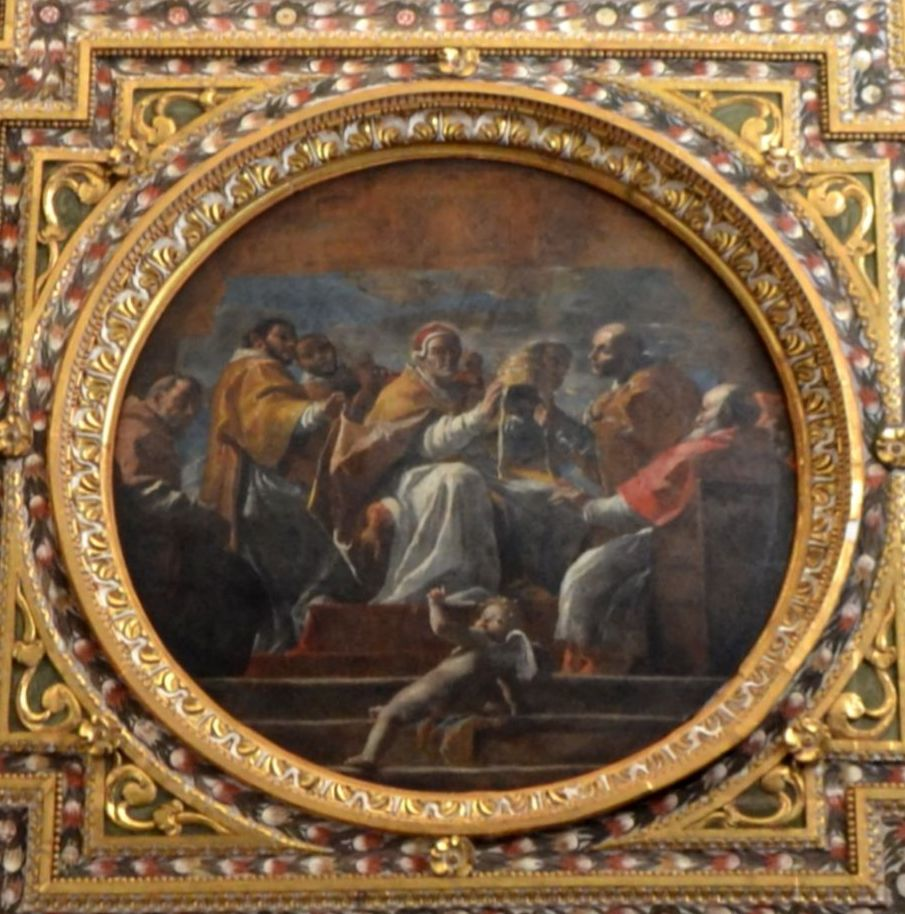
San Pietro Celestino con la tiara in mano, in atto di fare il gran rifiuto, 1657 e 1673, chiesa di San Pietro a Majella (Napoli)

Da marzo del 1653 Mattia Preti risulta a Napoli, dove si inserirà in un processo di rinnovamento delle tendenze artistiche, instaurando anche un rapporto di scambio reciproco di influenze con un altro grande pittore locale più giovane, Luca Giordano. Nella città partenopea, il pittore divenne ben presto il principale esponente, assieme proprio al Giordano, nello sviluppo della scuola pittorica locale della seconda metà del secolo.
Il fatto che il Giordano abbia compiuto da lì a breve il passo decisivo verso una svolta stilistica della pittura napoletana del Seicento, fu per "meriti" anche del Preti, il quale, infatti assunse per il giovane pittore napoletano un ruolo di mediazione tra quello che è stato il primo naturalismo che ha caratterizzato la prima metà del XVII secolo e il barocco più assoluto che si sarebbe invece aperto per tutta la seconda metà del periodo.
Le influenze che il Preti subì dagli artisti locali, e più in particolare dal caravaggismo napoletano del primo trentennio del secolo, non si riscontrano solo a partire dalle opere successive al suo soggiorno nella capitale viceregnale, quindi dal 1653, ma bensì si evidenziano già nei lavori svolti durante i suoi anni romani. Infatti già prima, in occasione del suo trasferimento da Taverna a Roma, in alcune sue opere, come il Battesimo di Sant'Agostino di Tortoreto, nei dettagli degli angeli "svolazzanti", si rimanda in modo pressoché evidente alle figure ritratte da Caravaggio nel 1607 nella pala d'altare del Pio Monte della Misericordia, oppure nella tela dell'Imperatrice Faustina visita santa Caterina in carcere, già in collezione Barberini e oggi nel museo di Dayton, dove i carcerieri in primo piano richiamano quelli eseguiti da Battistello Caracciolo nella sua tela della Liberazione di san Pietro dello stesso Pio Monte. Tutto ciò porta a considerare che se è vero che il pittore abbia avuto soggiorno stabile a Napoli solo a partire dal 1653, è comunque altrettanto vero che questi sia venuto a conoscenza delle pitture locali già ben prima del suo arrivo documentato in città, quindi presumibilmente durante gli anni a Roma o in occasione proprio del suo trasferimento nella capitale pontificia.

#### Le grandi commesse napoletane (1656-1659)
In ordine cronologico i primi lavori che furono commissionati a Mattia Preti una volta giunto a Napoli furono tutti entro una cerchia della comunità calabrese, come ad esempio gli affreschi per la chiesa di San Domenico Soriano, del 1653, luogo a cui fanno istanza i calabresi residenti in città, per la quale compì nella volta e nella cupola le Storie del santo, tutti distrutti nel corso dell'Ottocento a causa di un terremoto che ha provocato il cedimento del soffitto della navata. Per la stessa chiesa il pittore eseguì anche la tela del San Nicola di Bari, commissionata da Isabella Gallo in memoria del defunto marito, di Catanzaro, anche quest'opera confluita a Capodimonte. Tra il 1653 e il 1656 risalgono inoltre le due tele della Giuditta e Oloferne e del San Giovanni Battista, commissionate dal giurista calabrese Domenico di Somma, suo legale durante la controversia con i padri di Sant'Andrea della Valle a Roma, che alla sua morte avvenuta nel 1659 ha poi lasciato i dipinti al collaboratore Antonino Laratta, fin poi a giungere dapprima nella chiesa napoletana di San Domenico fino al 1806, e poi nelle raccolte di Capodimonte.

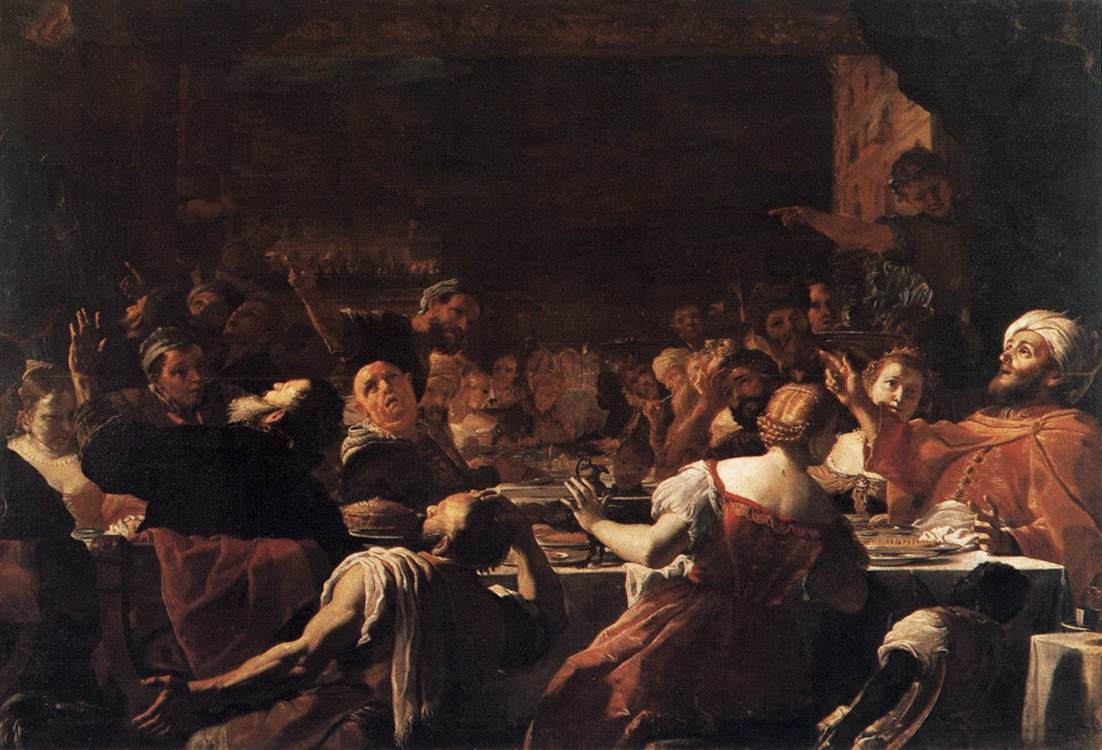
Convito di Baldassarre, 1653-59, Museo di Capodimonte (Napoli)

Se nella prima parte della sua stagione artistica il pittore mostrò di conoscere già le opere napoletane del Caravaggio "napoletano" e di Caracciolo, verosimilmente quelle entro il 1615, in questa seconda maturità il Preti mostrò di aver assimilato al meglio il fare pittorico di Jusepe de Ribera, che più di ogni altro aveva dominato la pittura napoletana nella prima metà del Seicento. Tra il 1656 e il 1659 il pittore calabrese si avviò ad una serie di lavori tutti in sintonia con il primo naturalismo riberesco, come le tre scene di martirio, già in collezione Vandeneynde, del mercante fiammingo Ferdinand, quello di san Bartolomeo a Manchester (New Hampshire), di san Paolo a Houston e la Crocifissione di san Pietro di Birmingham, nonché il Martirio di san Bartolomeo e il Giobbe nel letamaio, entrambe del museo dell'Aquila, che mostrano infatti proprio gli aspetti della pittura tenebrista dello spagnoletto dei suoi primi anni napoletani, mentre la tela del Giobbe visitato dagli amici di Bruxelles ricalca la seconda maniera del Ribera, quella successiva al 1637 con la ripresa del luminismo prodotto dalle correnti neovenete.

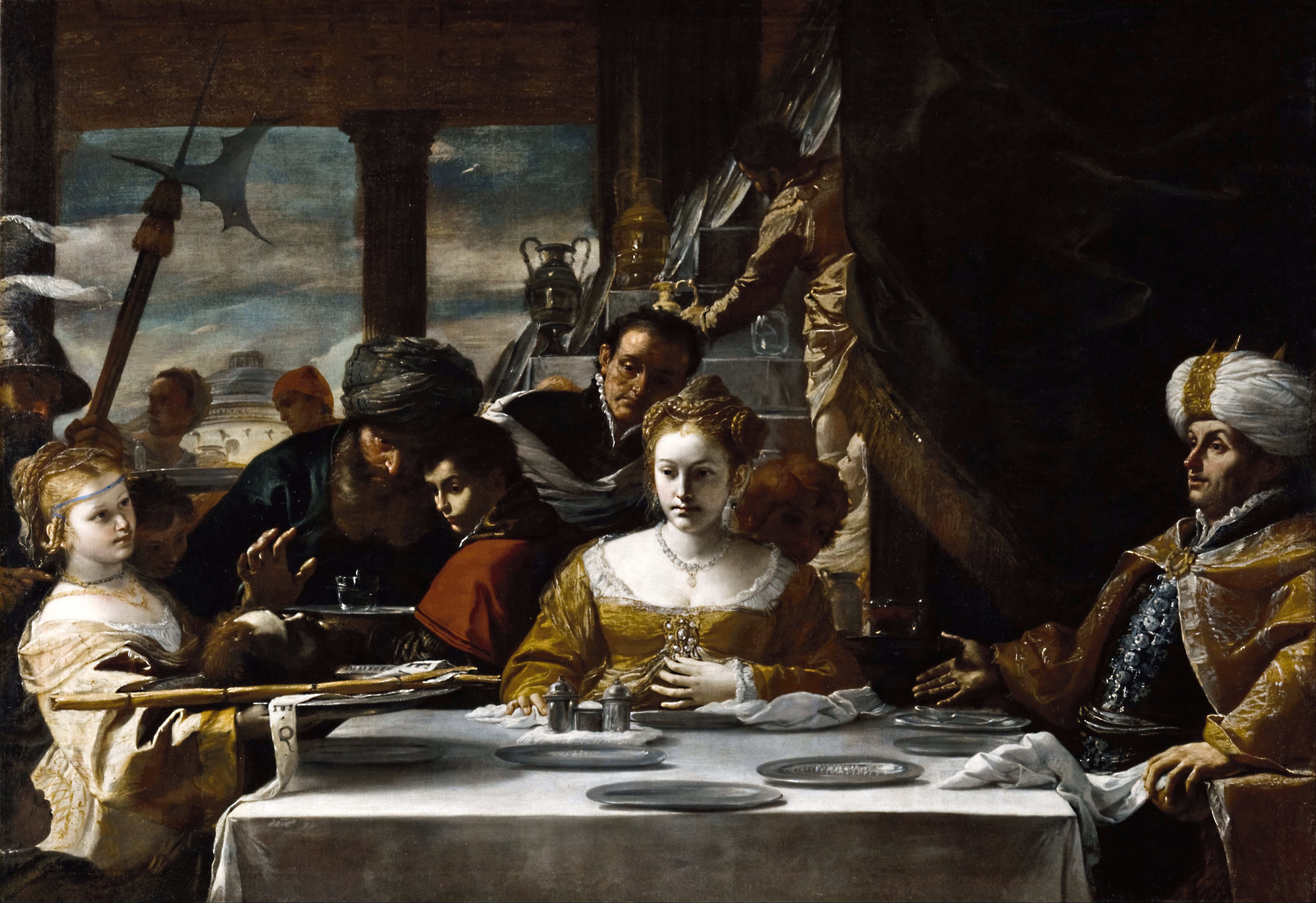
Banchetto di Erode, 1656-61, Museum of Art (Toledo, Ohio)

Il pittore ebbe in questa fase un cospicuo numero di commesse, riuscendo a guadagnare nel suo periodo napoletano una somma complessiva di 7.930 ducati, lavorando sia per i privati che per opere pubbliche.
Per i primi eseguì le due versioni del Ritorno del figliol prodigo, oggi una a Capodimonte e una al Palazzo Reale di Napoli, le tele della Predica e del Banchetto di Erode, già in collezione Vandeneynde poi in quella Carafa di Belvedere e oggi negli Stati Uniti, i Conviti di Baldassarre e di Assalonne, entrambi a Capodimonte, già in collezione Sanseverino. Tra le commesse pubbliche vi furono le tele per la volta di San Pietro a Majella, dove dipinse la vita di San Pietro Celestino e Santa Caterina d'Alessandria (iniziate nel 1657, col compenso di 3.500 ducati per le tele e 1.100 per la decorazione del soffitto, e poi completate nel 1673 a Malta e spedite via mare), particolarmente apprezzate da Luca Giordano, chiamato per certificarne la bontà, il quale asserì che le opere «[...] sarebbero stati per l'avvenire la scuola della Radiosa Gioventù», il San Sebastiano, già nella chiesa di Santa Maria Ognibene, il Cristo che scaccia Satana, entrambe a Capodimonte, il San Pietro e san Paolo si incontrano sulla via del martirio del Museo Filangieri di palazzo Cuomo, le due tele della chiesa di San Lorenzo (la Madonna con il Bambino e Sante Francescane e il Cristo Crocifisso adorato da san Francesco), consegnate solo nel 1660 dopo una controversia legale con i monaci, la Decollazione del Battista in collezione privata, di cui si conosce un'altra copia attribuita al Preti conservata a San Domenico Maggiore, ed infine gli affreschi per le porte della città.

#### Gli affreschi votivi per la peste del '56

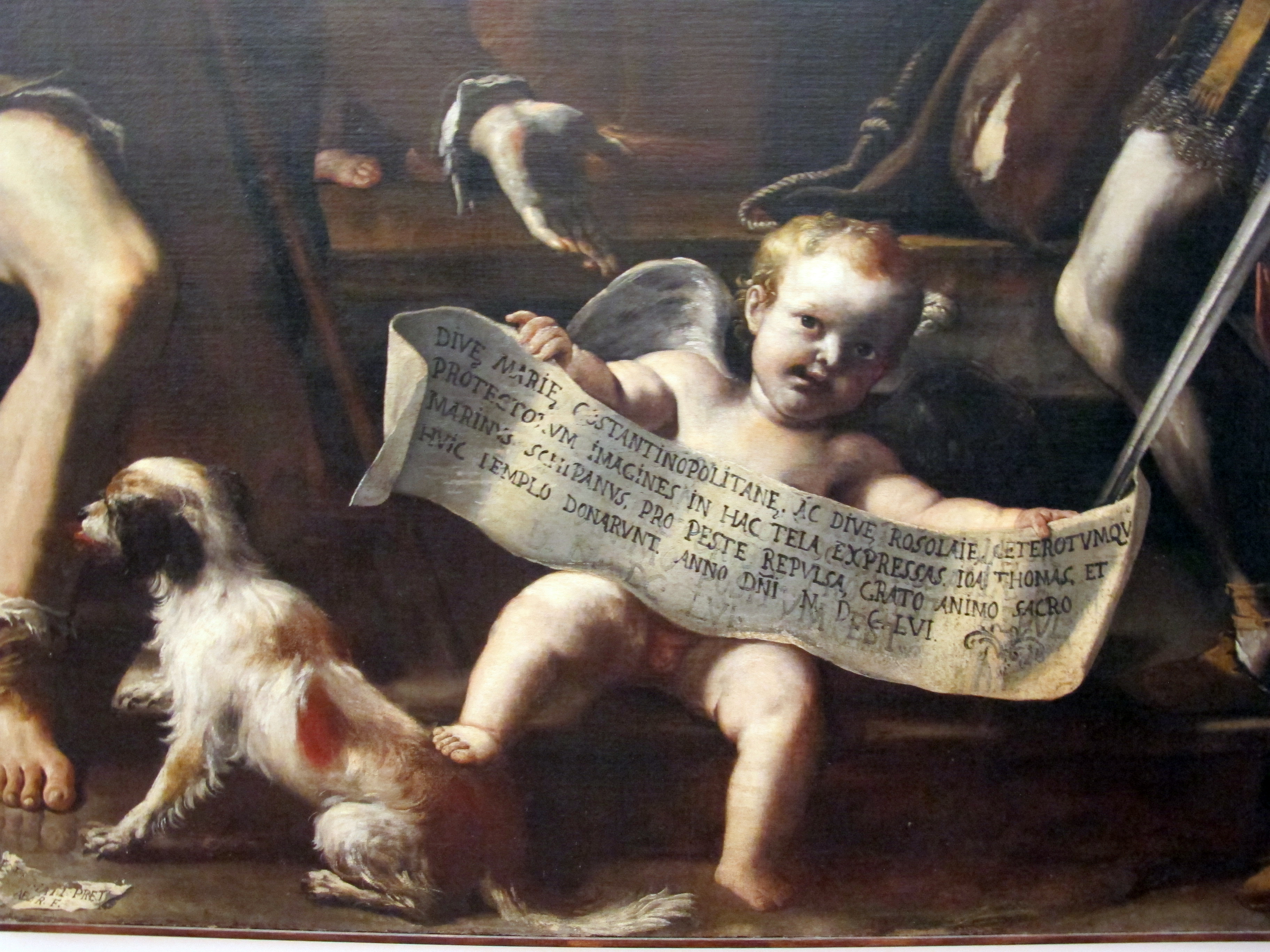
Dettaglio della Madonna di Costantinopoli, 1656, Museo di Capodimonte (Napoli). Al centro la dedica alla Vergine per lo scampamento dalla peste del 1656.

La peste del 1656 che colpì la città di Napoli dilaniò la popolazione locale da 450.000 abitanti a poco meno della metà. Alla fine della pandemia furono avviate in città numerose opere pubbliche votive, dedicate alla Vergine o ai santi protettori di Napoli per aver salvato la città dall'evento drammatico. Tra le richieste più rilevanti di quegli anni, figurano quelle avanzate a Mattia Preti.
La prima opera pubblica in tal senso risale alla fine del 1656 e fu richiesta ancora una volta da componenti della comunità calabrese (famiglia Schipani, cugini da parte di madre del Preti), che vollero per la chiesa di Sant'Agostino degli Scalzi di Napoli la cosiddetta Madonna di Costantinopoli, uno dei rari dipinti firmati (sul cartiglio in basso a sinistra), dove la Vergine è ritratta assieme a altri santi protettori (Rosalia, Gennaro, Rocco, Giuseppe e Nicasio).
Al novembre dello stesso anno invece risalgono le commesse per gli affreschi delle porte di Napoli, che furono eseguiti a partire dal 1657 e completati nei primi mesi del 1659. Il Consiglio degli Eletti, un organo amministrativo partenopeo che deliberava che sulle porte cittadine, volle per le sette porte d'ingresso del nucleo urbano (Porta San Gennaro, Porta Capuana, Porta Spirito Santo, Porta di Costantinopoli, Porta Nolana, Porta di Chiaia e la Porta del Carmine) scene ad affresco sull'Immacolata Concezione e santi vari, quali immagini votive finalizzate alla pubblica invocazione della grazia divina per la fine la peste del 1656.
Di queste commesse rimane tuttavia superstite solo un affresco, quello di porta San Gennaro, e due bozzetti del 1656, entrambi conservati al Museo di Capodimonte.

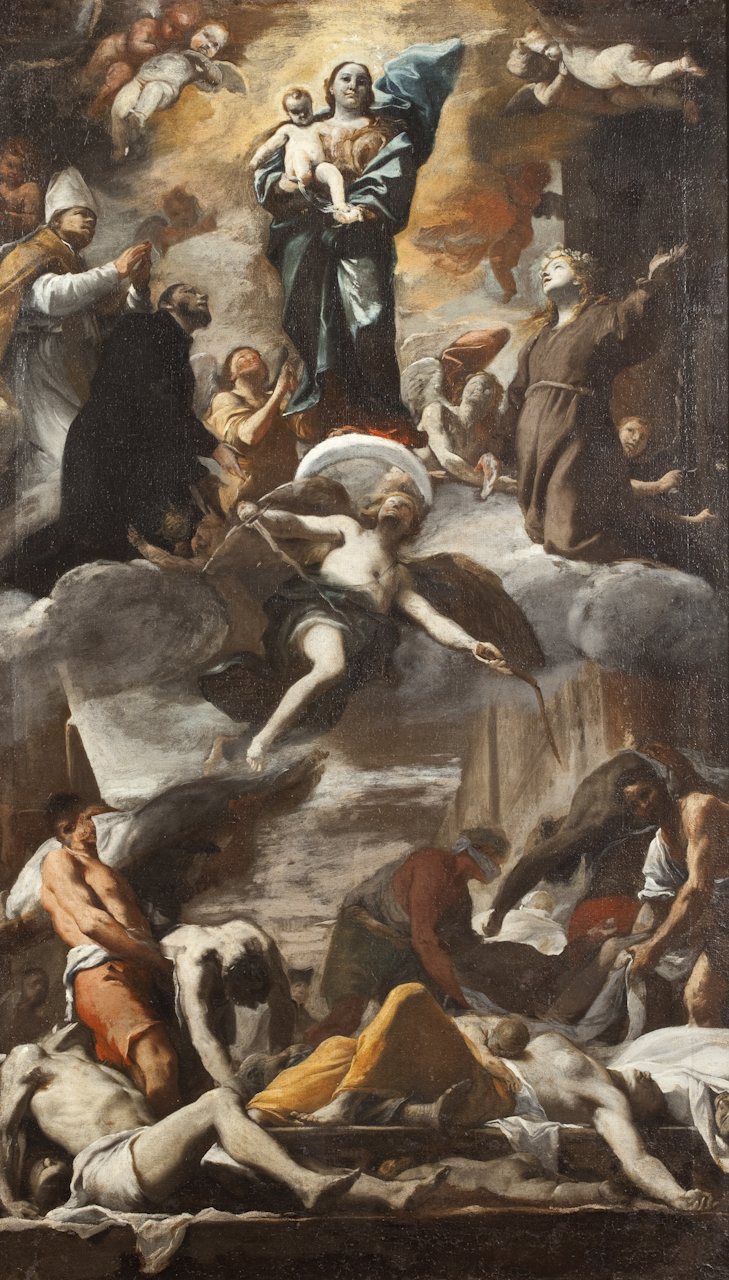
Bozzetto, Museo di Capodimonte (Napoli)
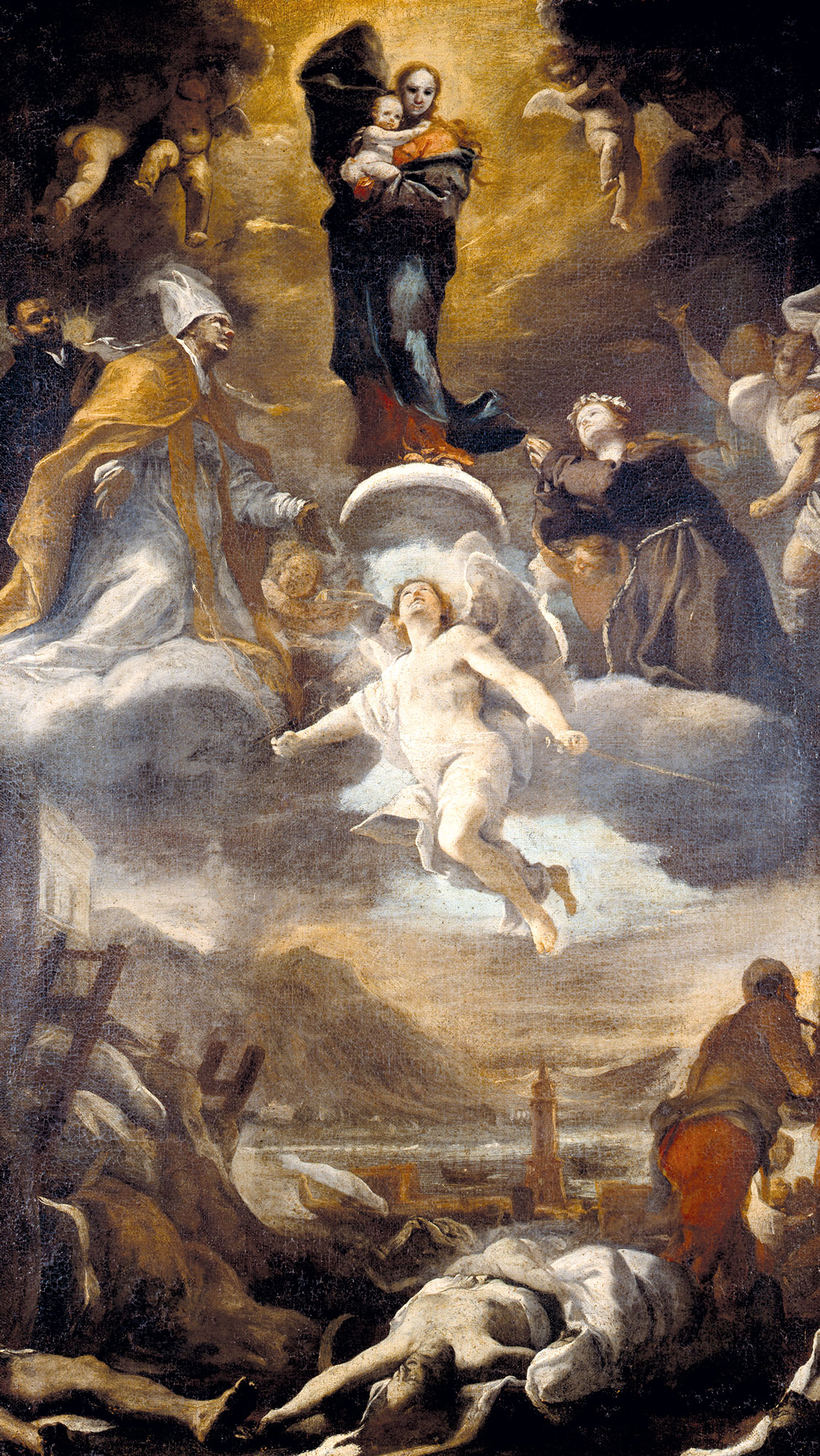
Bozzetto, Museo di Capodimonte (Napoli)
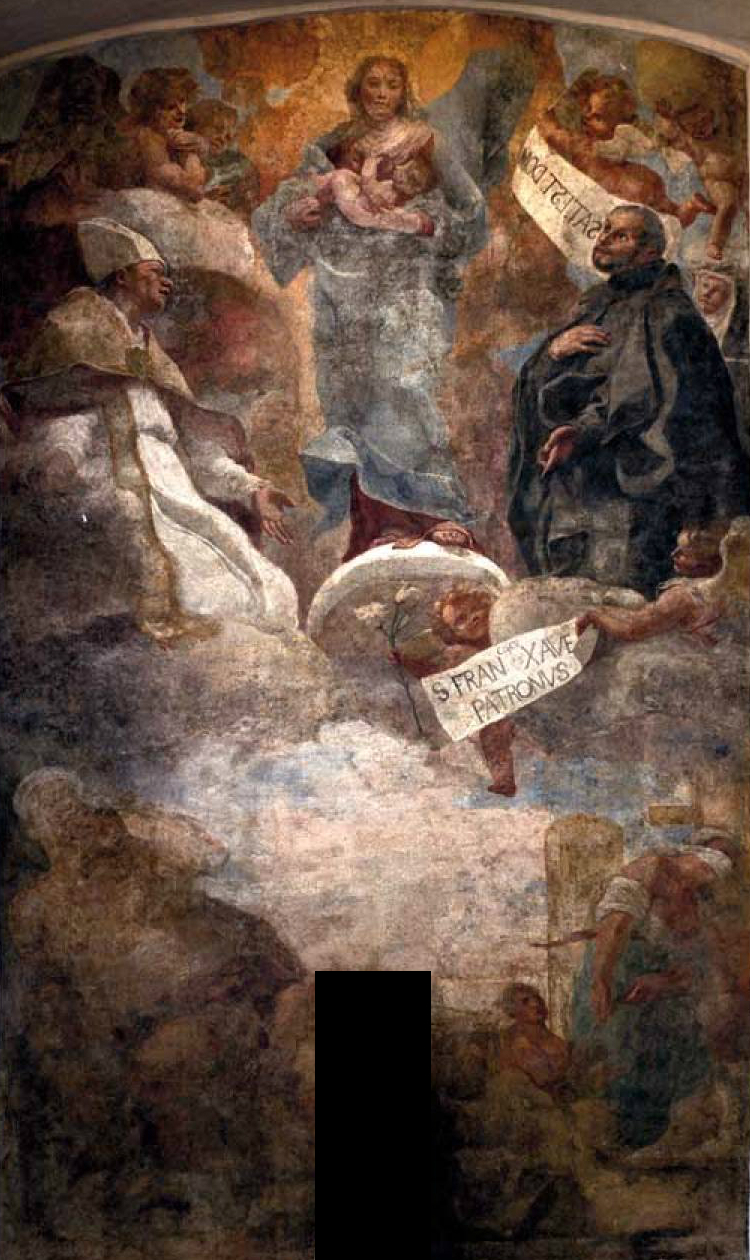
Affresco su Porta San Gennaro (Napoli)

#### Gli ultimi anni in Italia (1659-1661)

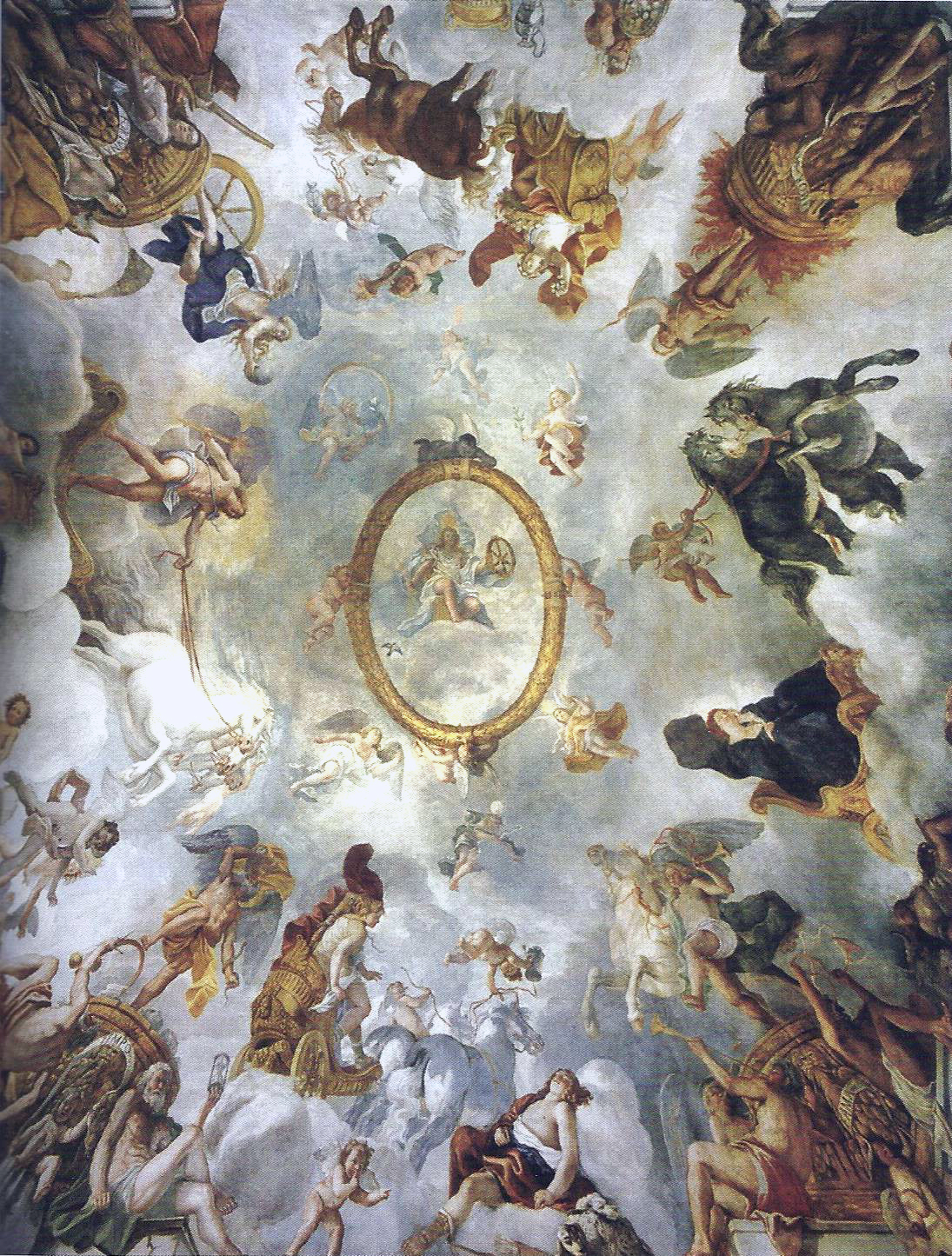
Allegoria dell'Aria, 1660 circa - Villa Pamphilij (Valmontone)

Mattia Preti instaura già negli anni napoletani un forte legame con l'Ordine dei Cavalieri di Malta, particolarmente attivi a Napoli anche perché molti di loro erano spagnoli, dove già intorno al 1658 risulta il pagamento di cinquanta ducati per una tela su San Francesco Saverio da collocare nella cappella d'Aragona della Concattedrale di San Giovanni Battista a La Valletta, così come allo stesso anno risale la sontuosa tela di San Giorgio che sconfigge il drago per la stessa chiesa. Nell'estate del 1659 Preti è a Malta per avanzare un'elevazione del rango di cavaliere di obbedienza a quello di superiore di grazia. In cambio del consenso il pittore calabrese portò con sé la tela del Martirio di Santa Caterina, da donare all'isola, che la collocò nell'omonima chiesa di La Valletta, particolarmente simile per composizione a quella del soffitto di San Pietro a Majella di Napoli, mentre una volta lì eseguì anche altri lavori richiesti per l'occasione, come la pala con le Anime del Purgatorio per l'omonima chiesa sempre a La Valletta.
Intorno al 1660 Preti non risulta più stabilmente a Napoli: dai documenti d'archivio e vari pagamenti si evince infatti che questi è prima a Roma, dove subentra al Mola per completare a Valmontone il ciclo di affreschi con gli Elementi dell'Aria per la villa Pamphilij, mentre a Sant'Andrea della Valle ritoccherà con migliorie le sue Storie del santo compiute negli anni romani.
Intanto a Napoli il pittore aveva instaurato anche un forte legame lavorativo con don Antonio Ruffo, ricco mecenante siciliano, che chiamò il Preti in patria per affrescare il duomo di Messina.
La richiesta di aderire al rango di Cavaliere di Grazia fu accettata dall'allora papa Alessandro VII, così che il 15 settembre del 1660 la cancelleria dell'Ordine di Malta ne registra l'ammissione. Contestualmente il Preti riceve l'incarico di decorare la volta della chiesa di San Giovanni a La Valletta, così da lì a breve il pittore lascia definitivamente l'Italia per concludere tutta la sua seconda stagione artistica nell'isola maltese, dove rimase per quasi quarant'anni divenendone il riferimento artistico.

### A Malta (1661-1699)

#### Il cantiere della concattedrale di San Giovanni Battista
Dal 1661 in poi l'artista risulta stabilmente a Malta, chiamato dal Gran maestro dell'ordine di Malta Raphael Cotoner. Sull'isola realizzò buona parte della decorazione della Concattedrale di San Giovanni a La Valletta, dove oltre a diverse tele per le cappelle laterali, tra cui la notevole Conversione di san Paolo per la cappella di Francia, il più cospicuo contributo, tra i massimi capolavori della pittura barocca europea, lo fornì nella decorazione della volta della navata, dove rappresentò le Storie di san Giovanni Battista.
Il Preti scandì la volta a botte in sei arcate similari, suddivise ognuna di esse in tre scomparti entro le quali sono raffigurate scene del santo con finestroni ovali alle estremità, intorno ai quali sono ritratti figure di santi ed eroi dell'Ordine gerosolomitano, con nella calotta absidale la Santissima Trinità, mentre nella controfacciata è la sontuosa scena della Gloria dell'Ordine di San Giovanni. La tecnica utilizzata non fu quella dell'affresco vero e proprio, bensì dell'applicazione della pittura ad olio sulla pietra maltese opportunamente preparata.
Il ciclo fu ultimato nel 1666 e per lo stesso il pittore ricevette un compenso economico che non lo gratificò particolarmente; dalle lettere inviate all'amico Antonio Ruffo, infatti, si evince l'insoddisfazione di quanto ricevuto, che non bastava per quanto speso nell'esecuzione dell'opera.

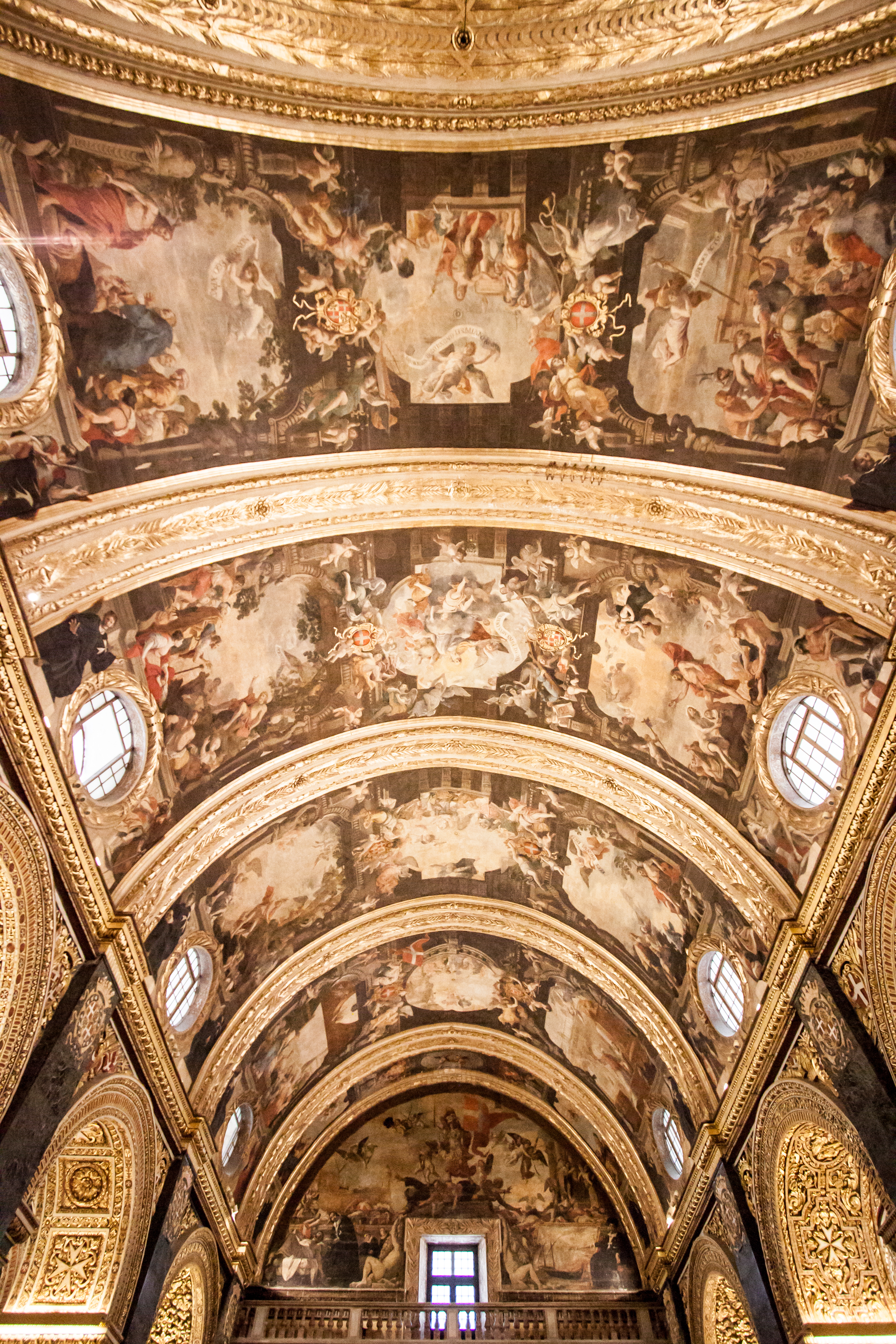
Veduta d'insieme della volta
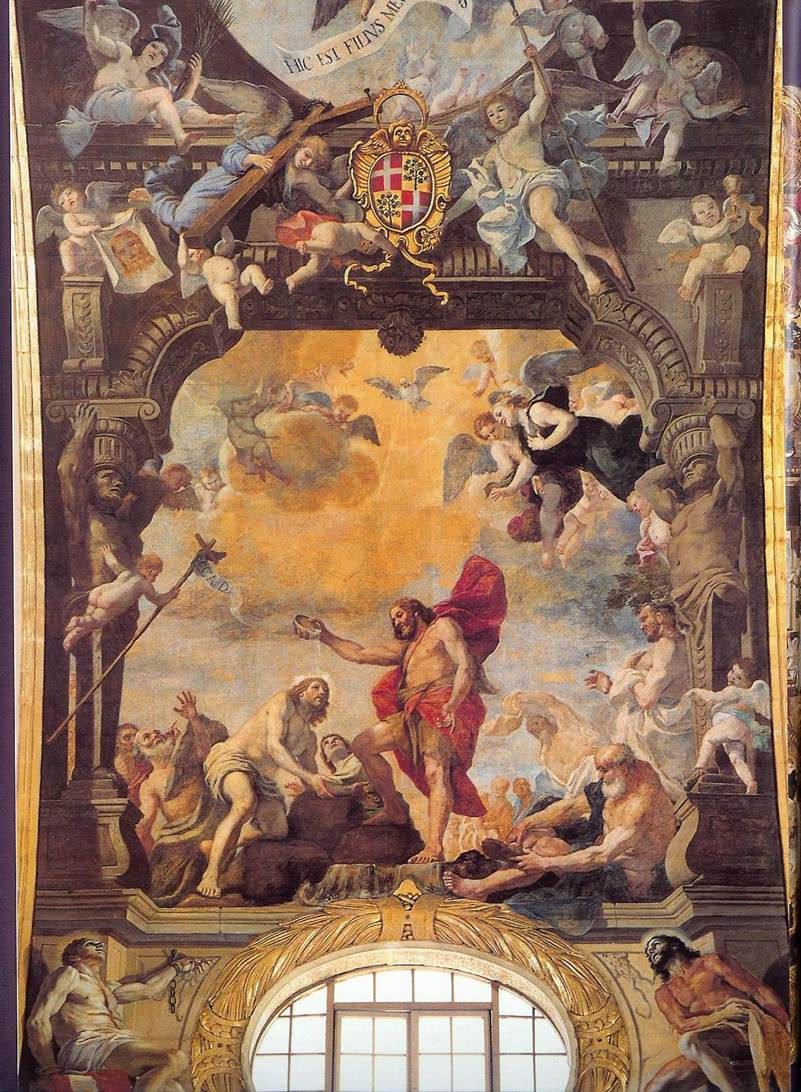
Battesimo di Cristo
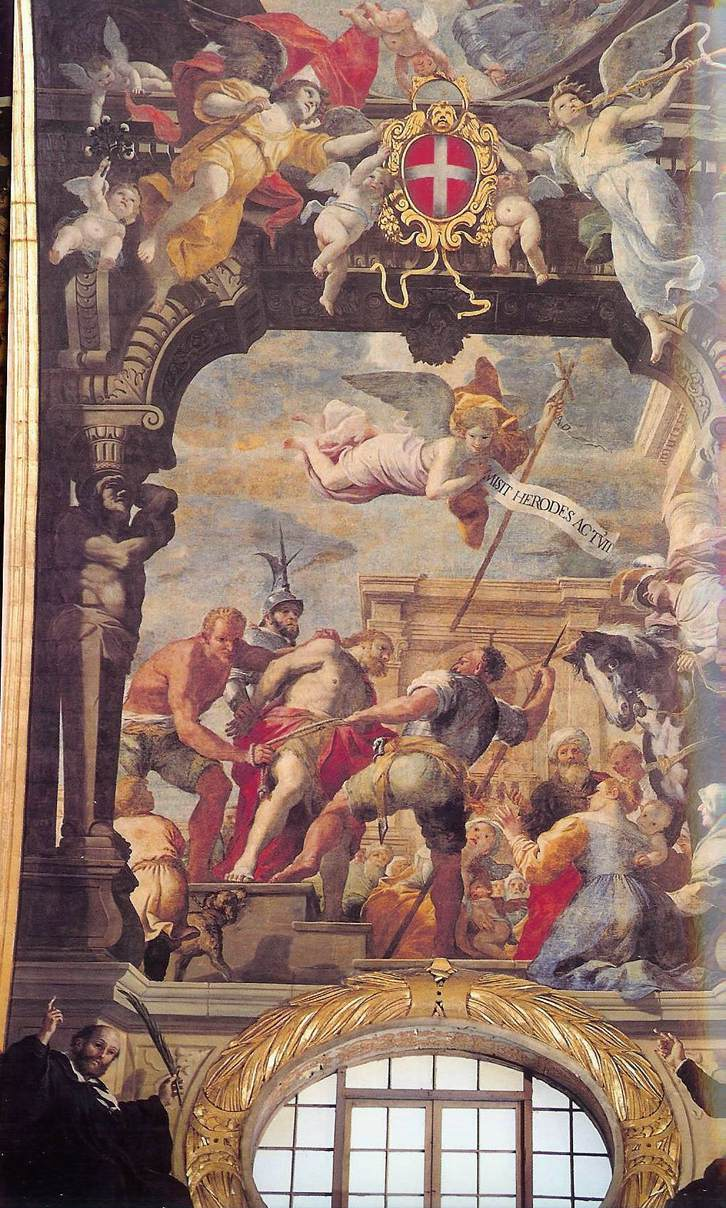
Cattura di san Giovanni Battista
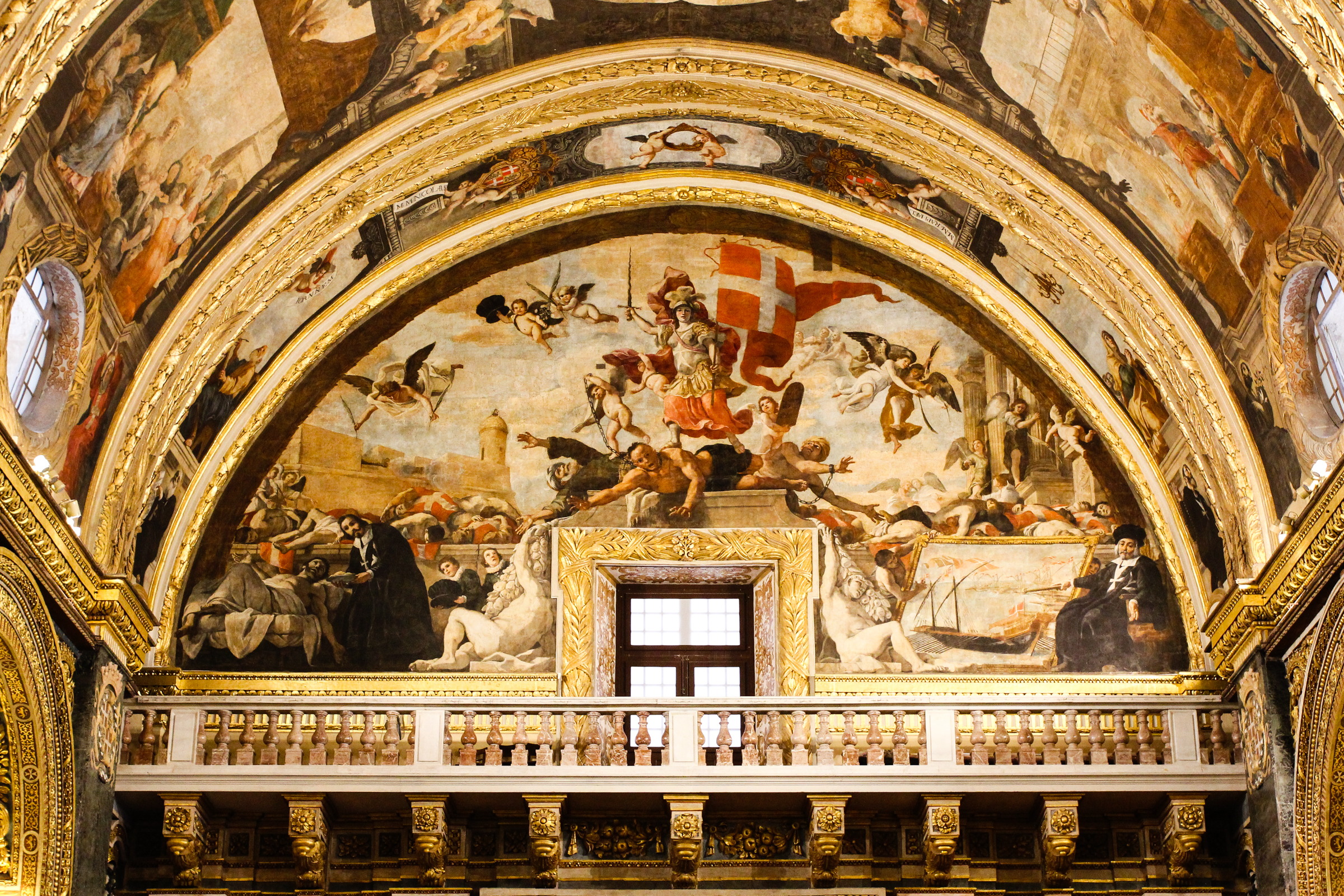
Gloria dell'Ordine di San Giovanni

#### Le grandi commesse maltesi

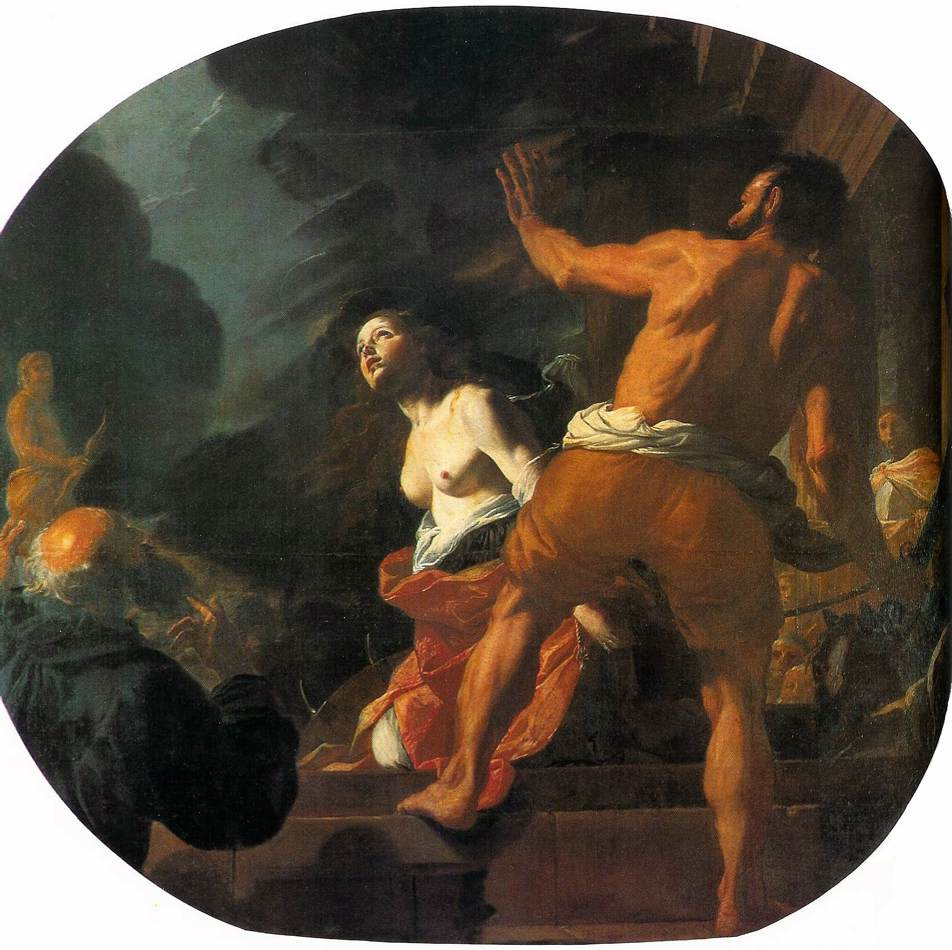
Martirio di santa Caterina d'Alessandria - Museo MUZA (La Valletta)

Numerose sono le opere compiute negli anni maltesi, tant'è che secondo lo storico dell'arte Antonio Sergi, Mattia Preti avrebbe realizzato a Malta un totale di circa 400 opere tra tele e affreschi per luoghi pubblici o gallerie private; tuttavia a partire dal 1680 numerose opere eseguite vedono un prevalente uso della bottega, particolarmente attiva in quegli anni.
Tra le principali opere lasciate a Malta vi furono la Conversione di San Paolo, nella vecchia Cattedrale di San Paolo a Medina per conto dei Cavalieri Ospitalieri, la Madonna col Bambino e i santi Giovanni Battista e Antonio Abate, nella cappella del palazzo Verdala a Rabat, la Vergine con i santi Pietro, Nicola e Raffaele Arcangelo a Lija, l'Assunzione della Vergine (1668-1669) a Luqa.
Seppur particolarmente attivo nell'isola, il pittore continuava comunque a inviare tele anche fuori, alcune che proponeva in vendita allo stesso Ruffo, come il Pilato che si lava le mani del 1663, oggi al Metropolitan di New York, considerata dallo stesso pittore tra le «migliori cose che abbia fatto», le due tele di Sambughè, vicino a Treviso, con Cristo davanti a Erode e l'Innalzamento della Croce (entrambe del 1667) eseguite per un mercante in rapporti commerciali con Napoli, fino al compimento delle tele per la città di Siena, con la Canonizzazione di santa Caterina (1671 circa), la Predica di San Bernardino (1673) e il Sant'Ignazio di Loyola in gloria (1684).

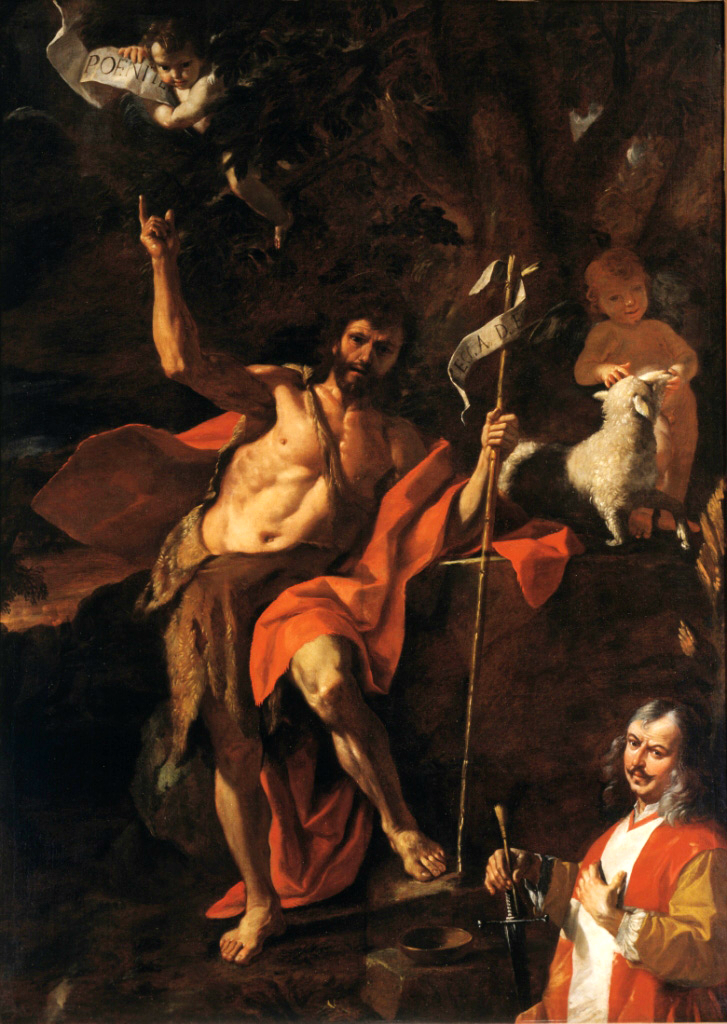
Predica del Battista, 1684 circa - Chiesa di San Domenico (Taverna)

Dal 1672 riesce a realizzare numerose opere da far portare nelle chiese della sua città natale, Taverna, tra cui uno dei suoi ultimi capolavori, la Predica del Battista, dove in basso a destra compare l'autoritratto del pittore calabrese, con pennello e spada, e con indosso una tunica rossa riportante la stella bianca a otto punte identificativa dell'Ordine di Malta.

#### Gli ultimi anni
Con la peste del 1676 che interessò Malta, il pittore si ritrovò ancora in un contesto di ricostruzione morale degli ambienti, tra questi fu incaricato di ricostruire la chiesa di Sarria, a Floriana, dove sviluppò anche il progetto architettonico, mentre per l'altare pensò una pala dell'Immacolata Concezione (1678) molto in linea con gli affreschi di Napoli di venti anni prima.
Nel 1689 eseguì il Martirio di san Lorenzo per la chiesa omonima di Vittoriosa, a Napoli inviò per mare due tele, una per la chiesa di Monteverginella, con l'Adorazione dei pastori (1684) e una per la chiesa del Carmine Maggiore, dove eseguì la Vergine con san Simone Stock e il beato Franco, mentre ancora un altro un cospicuo numero di tele, invece, fece arrivare ancora a Taverna, per le chiese di San Domenico e Santa Barbara.
Mattia Preti morì nel 1699 a La Valletta.

## Bottega
Dietro la figura del prolifico artista, una nutrita schiera di collaboratori, seguaci, discepoli, allievi, aiutanti che ha dato origine alla Bottega di Mattia Preti: i fratelli maltesi Antonio e Giovanni Battista Caloriti detto il "Nero"; Giuseppe Cianferli; Giovanni Paolo Chiesa; i fratelli Francesco, Raimondo e Maria De Dominici, terziaria carmelitana; Bernardo De Dominici, figlio di Raimondo pittore e biografo contemporaneo del Cavaliere; Dimetrio Farrugia; Gioacchino Loretta; Vincenzo di Riccardo; Pedro Núñez de Villavicencio, Antonio Madiona.
Fra i pittori figurativi esponenti della corrente denominata "decorativismo": Giuseppe d'Arena, Carlo Gimach, Gian Nicola Buhagiar, Leonardo Romeo esecutore degli affreschi della chiesa di Santa Caterina d'Alessandria sotto la direzione del Preti.
Una così folta scuola, accompagnata da una vastissima produzione pittorica, ha determinato problemi d'attribuzione d'opere spesso genericamente identificate come lavori della "Bottega di Mattia Preti".